# Plezajoča lakota
Plezajoča lakota, tudi smolenec ali lepenec (znanstveno ime Galium aparine) je enoletni ali dvoletni širokolistni semenski plevel iz družine broščevk.

## Opis
Plezajoča lakota ima do 120 cm dolgo ležeče ali plezajočerazvejano steblo s kvadratnim presekom. Robovi stebla so poraščeni z navzdol obrnjenimi dlačicami, zaradi katerih se oprime drugih raslin, pa tudi obleke. Listi so podolgasto suličasti, proti vrhu širši, na osnovi pa zoženi. Izraščajo iz enega kolenca, po 6–8 listov na vsako kolence. Cvet je majhen in belkaste barve s štirimi venčnimi listi. Na enem peclju so 4 cvetovi, na zgornjem peclju pa so ponavadi trije cvetovi.

## Zdravilne lastnosti
Čaj ali tinktura iz plezajoče lakote se uporabljata pri težavah z limfnim sistemom, pri vnetjih bezgavk, tonzilitisu in zlatenici, zunanje pa tudi pri suhi koži in luskavici. Ker deluje diuretično pomaga pri vnetjih mehurja in drugih težavah s sečili. Uporablja se tudi za zdravljenje razjed in oteklin, ki nastanejo zaradi zastajanja vode v telesu.
Plezajoča lakota je užitna rastlina, katere listi in vršički pred pojavom plodov se lahko kuhajo podobno kot špinača. Zaradi oprijemalnih kaveljcev se običajno ne uživa surova, čeprav bi se načeloma lahko. Seme so v preteklosti ušili in pražili ter ga uporabljali na podoben način kot kavo, saj sta rastlini iz iste družine.